# 7 juillet 1924
Le lundi 7 juillet 1924 est le 189e jour de l'année 1924.

## Naissances
- Benedikt Gröndal (mort le 20 juillet 2010), homme politique islandais
- Eddie Romero (mort le 28 mai 2013), réalisateur philippin
- Franz Carlier (mort le 9 septembre 2006), joueur de football belge
- Herbert Rosenkranz (mort le 5 septembre 2003), historien autrichien
- Jacqueline Chonavel, personnalité politique française
- Lennart Samuelsson (mort le 27 novembre 2012), footballeur suédois
- Mary Ford (morte le 30 septembre 1977), chanteuse américaine

## Décès
- Miguel Covarrubias Acosta (né en 1856), homme politique mexicain

## Événements
- Découverte de (1702) Kalahari
- Création de l'oblast autonome d'Ossétie du Nord